# Hoher Kranzberg
Le Hoher Kranzberg est une montagne d'une altitude de 1 397 m dans le massif du Wetterstein.

## Géographie

### Situation
La montagne est bordée à l'est par Mittenwald, à l'ouest par l'Elmau, au nord par le Schmalensee et le Buckelwiesen, et au sud par le Lautersee et le Ferchensee.

## Ascension
Le sommet est accessible par de nombreux sentiers de randonnée. Les points de départ des randonnées sont généralement le parking du télésiège à 980 m d'altitude et de l'Elmau. Avec une longueur de 1,6 km, le Kranzberg possède un des plus grands sentiers de randonnée panoramiques alpins pieds nus d'Allemagne.
Du côté nord, il y a un domaine skiable avec plusieurs téléskis.